# Ixylasia pyroproctis
Ixylasia pyroproctis là một loài bướm đêm thuộc phân họ Arctiinae, họ Erebidae.